# Santoshpur
Santoshpur è una suddivisione dell'India, classificata come census town, di 7.181 abitanti, situata nel distretto di Howrah, nello stato federato del Bengala Occidentale. In base al numero di abitanti la città rientra nella classe V (da 5.000 a 9.999 persone).

## Geografia fisica
La città è situata a 22° 31' 31 N e 88° 15' 54 E e ha un'altitudine di 5 m s.l.m..

## Società

### Evoluzione demografica
Al censimento del 2001 la popolazione di Santoshpur assommava a 7.181 persone, delle quali 3.702 maschi e 3.479 femmine. I bambini di età inferiore o uguale ai sei anni assommavano a 848, dei quali 417 maschi e 431 femmine. Infine, coloro che erano in grado di saper almeno leggere e scrivere erano 5.347, dei quali 2.946 maschi e 2.401 femmine.